# Sporobolus coahuilensis
Sporobolus coahuilensis är en gräsart som beskrevs av J.Valdés. Sporobolus coahuilensis ingår i släktet droppgräs, och familjen gräs. Inga underarter finns listade i Catalogue of Life.